# Longitarsus abchasicus
Longitarsus abchasicus is een keversoort uit de familie bladkevers (Chrysomelidae). De wetenschappelijke naam van de soort werd in 1986 gepubliceerd door Konstantinov.